# Cordyligaster townsendi
Cordyligaster townsendi là một loài ruồi trong họ Tachinidae.